# T-ARS-52 USNS 살보

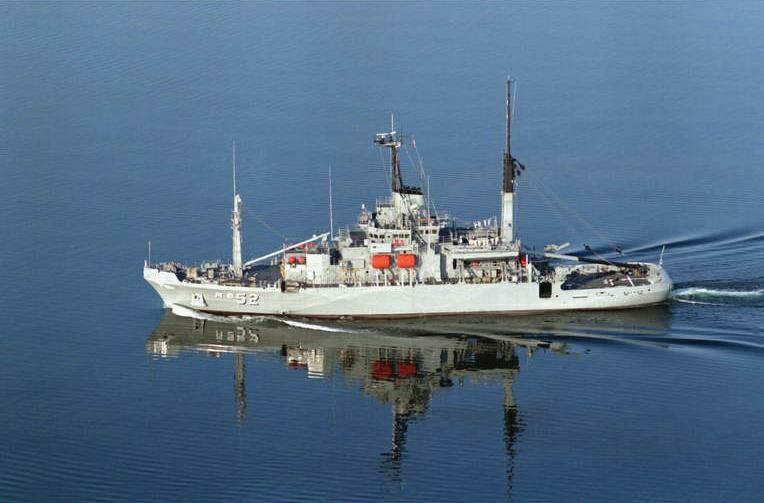
USS Salvor (ARS-52)

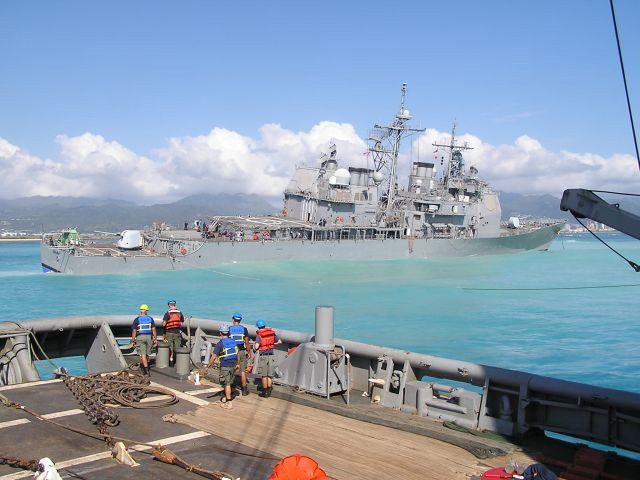
2009년 2월 하와이에서, 버함과 다른 배들이 서로 도와 좌초된 포트로얄 이지스함을 바다로 끌어내고 있다.

살보함(USNS Salvor (T-ARS-52))은 미국 해군의 세이프가드급 구난함이다. 2010년 3월 29일 천안함 침몰 구조를 돕고 있다. 1986년 취역한 이래 20여척 이상의 미국 군함들을 예인했다.
1987년부터 2001년 사이에, 살보함은 7가지 사건에서 선박구조를 했다. 2건은 하와이 근처에서의 충돌사고였다. 2001년 8월 미군 세이프가드함 사건과 2001년 미군 그린빌함과 일본 어업연습선 에히메마루함의 충돌사건이다.
또한 살보함은 바다에 추락하여 최대 17,251 피트까지 침몰한 군용항공기를 건져 올리는 작전에도 7번에 걸쳐 참여했다. A-6 인트루더 전투기, UH-46 시나이트 헬기, SH-60 시호크 헬기, F/A-18C 호넷 전투기 등을 건져올렸으며 한국의 동해에 추락한 2대의 미공군 F-16 전투기도 건져 올렸다.